# Kudadhoo (Lhaviyani)
Pour les articles homonymes, voir Kudadhoo.
Kudadhoo est une petite île inhabitée des Maldives.

## Géographie
Kudadhoo est située dans le centre des Maldives, dans le Nord-Ouest de l'atoll Faadhippolhu, dans la subdivision de Lhaviyani. 